# La Vièrge, les Coptes et moi
La Vièrge, les coptes et moi è un documentario del 2011 diretto da Namir Abdel Messeeh.
È stato presentato in anteprima al Doha Tribeca Film Festival 2011, dove è stato premiato come miglior documentario, e poi in Panorama Dokumente alla Berlinale 2012.

## Trama
Namir è un egiziano copto e vive a Parigi. In occasione di una riunione familiare, compare una vecchia videocassetta registrata tanti anni prima durante una festa religiosa nel suo villaggio natale, quando la madre affermò di aver avuto una visione della Vergine Maria.
Namir si rende conto di avere per le mani un soggetto di documentario molto interessante: convince della bontà dell'idea il suo produttore e si imbarca in un viaggio che lo riporta alle sue origini, e che mette alla prova il suo mestiere di regista. Ma non ha fatto i conti con sua madre, la vera protagonista della storia.

## Riconoscimenti
- 2011 - Doha Tribeca Film Festival
  - Miglior Documentario
- Festival del cinema africano, d'Asia e America Latina di Milano 2012
  - Menzione speciale per il premio SIGNIS